# جهان شکن
جهان شکن (انگلیسی: World Breaker) یک فیلم اکشن علمی-تخیلی آماده اکران به کارگردانی برد اندرسون و نویسندگی جاشوا رولینز با بازی لوک ایوانز و میلا یوویچ است.

## ساخت
فیلمبرداری در ۱۳ مارس ۲۰۲۴ در ایرلند شمالی آغاز شد و در ۲۲ آوریل ۲۰۲۴ به پایان رسید.

## انتشار
در ماه مه ۲۰۲۴، سیگنیچر اینترتینمنت حقوق پخش فیلم در بریتانیا و ایرلند را از مارشه دو فیلم به دست آورد و قصد دارد فیلم را در سال ۲۰۲۵ منتشر کند.